# Джей Лено
Джеймс Дъглас Муир Лено, по-известен като Джей Лено (на английски: James Douglas Muir Leno, Jay Leno), е популярен американски телевизионен водещ.
От 1992 до 2009 и от 2010 до 2014 г. води „The Tonight Show with Jay Leno“ („Тазвечершното шоу с Джей Лено“, понякога срещано на български като „Шоуто на Джей Лено“) по NBC.

## Биография
Джей Лено е роден на 28 април 1950 г. в Ню Рошел, щата Ню Йорк. Майка му Катерина, домакиня, е родена в Грийнок, Шотландия и пристига в САЩ, когато е на 11 години. Баща му Анджело Лено, работил в застрахователна компания, е роден в Ню Йорк в семейството на имигранти от Флумери, Италия. Лено израства в Андовер, щата Масачузетс, и получава своята бакалавърска диплома за разговорна терапия в колежа „Емерсън“ през 1973 г. Лено има брат, който е ветеран.
Като младеж казвал, че иска да има работата на Джони Карсън, което по-късно постига. В началото на кариерата си Лено прави реклами за „Доритос“. В края на 70-те години се състезава с Джони Матис, Том Джоунс и Джон Денвър. Лено замества Джони Карсън в „The Tonight Show“ през 1992 г. Бива заменен през 2009 г. от Конан О'Брайън, като Лено започва да прави по-ранновечерно шоу, наречено „The Jay Leno Show“, но от 1 март 2010 г. е върнат като водещ на „Тазвечершното шоу“, което води до 2014 г., когато е заменен от Джими Фалън.
Женен е за Мейвис Никалъс Лено.
На 1 август 2007 г. в интервю с журналиста на CNN Андерсън Купър в „The Tonight show“ Джей Лено потвърждава, че има дислексия.